# Tricoma adelpha
Tricoma adelpha är en rundmaskart som först beskrevs av Richard Greeff 1869.  Tricoma adelpha ingår i släktet Tricoma och familjen Desmoscolecidae. Inga underarter finns listade i Catalogue of Life.